# DOT LT
DOT LT (mã IATA = R6, mã ICAO = DNU) là hãng hàng không, trụ sở ở Kaunas, Litva. Hãng có các tuyến đường chở khách trong vùng, chở khách thuê bao và chở hàng hóa. Căn cứ của hãng ở Sân bay Kaunas.

## Lịch sử
Hãng được thành lập và bắt đầu hoạt động từ năm 2004 dưới tên Danu Oro Transportas bằng sự hỗ trợ của Danish Air Transport là công ty nắm đa số cổ phần. Ngày 13.4.2006 hãng đổi tên thành DOT LT. Hiện hãng có 55 nhân viên (tháng 3/2007) và là thành viên của Hiệp hội hãng hàng không vùng châu Âu.

## Các nơi đến
DOT LT đã bãi bỏ tuyến đường giữa Kaunas, Palanga, (Litva) và Billund, Đan Mạch từ 05.3.2007. Tới 03.6.2007, hãng vẫn chưa thông báo tuyến đường nào khác.

## Đội máy bay
(Ngày 17.6.2008):
- 5 ATR 42-300
- 1 ATR 72-201 (which is operated for Scandinavian Airlines)
- 2 Saab 340A

Tới 17.6.2008, tuổi trung bình các máy bay của DOT LT là 20.5 năm().